# Риза (Грчка)
Риза (грч. Ριζά) је насељено место у општини Полигирос у периферији Средишња Македонија, Грчка. Према попису из 2021. године било је 629 становника.
Према бугарском географу и историчару, Василу Канчову, у Ризи је 1900. године живело 320 Грка. Село се раније звало Сепотник.